# Roland Carter
Pour les articles homonymes, voir Carter.
Roland Carter, né le 23 mars 1921 à Rouen (Seine-Inférieure) et mort le 28 juillet 2006 à Paris 15e, est un homme politique français.

## Biographie
Roland Carter, fils d'un ancien combattant de la guerre de 1914-1918, est engagé volontaire, à 18 ans, lors de la campagne de France.
Il adhère au RPF dès sa fondation et devient chargé de mission au comité de direction jusqu'en 1953. Il entre ensuite au cabinet du ministre délégué à la présidence du conseil Gaston Palewski. En 1955, il est élu au Conseil général de la Seine (4e secteur), dont il assure la vice-présidence en 1958-1959. Il se présente sous l'étiquette UNR lors des élections législatives de 1958, dans la 38e circonscription du département de la Seine (Clichy et Levallois-Perret). Il est réélu en 1962 face au communiste Parfait Jans.
Non candidat en 1967, il se présente l'année suivante, après la dissolution de l'Assemblée, dans la 30e circonscription de Paris et remporte le scrutin contre la sortante Claire Vergnaud. Il est battu en 1973 par le candidat communiste Daniel Dalbera. Son nom est évoqué dans l'affaire de la Garantie foncière, en tant qu'actionnaire de la société Promofoncia, aux côtés d'André Rives-Henrÿs.
Roland Carter est élu conseiller de Paris dans le 14e arrondissement en 1977 et réélu en 1983 et 1995. Il est premier adjoint de Lionel Assouad durant son deuxième mandat.
Il est aussi élu conseiller régional d'Île-de-France.